# Steinbachs canastero
De Steinbachs canastero (Pseudasthenes steinbachi; synoniem: Asthenes steinbachi) is een zangvogel uit de familie Furnariidae (ovenvogels). Deze vogel is genoemd naar zijn ontdekker, de Duits/Boliviaanse verzamelaar José Steinbach Kemmerich (1876-1930).

## Verspreiding en leefgebied
Deze soort is endemisch in westelijk Argentinië.

## Status
De grootte van de populatie is niet gekwantificeerd maar de soort wordt omschreven als schaars. Op de Rode lijst van de IUCN heeft deze soort de status niet bedreigd.